# Systenoplacis biguttatus
Systenoplacis biguttatus là một loài nhện trong họ Zodariidae.
Loài này thuộc chi Systenoplacis. Systenoplacis biguttatus được Rudy Jocqué miêu tả năm 2009.